# Équipe d'Algérie de football en 2000
L'équipe d'Algérie de football participe lors de cette année à la Coupe d'Afrique des nations 2000 au Ghana et Nigeria et aux Qualifications pour la Coupe d'Afrique des nations 2002. L'équipe d'Algérie est entraînée par Nacer Sandjak.

## Déroulement de la saison

### Classement FIFA 2000
Le tableau ci-dessous présente les coefficients mensuels de l'équipe d'Algérie publiés par la FIFA durant l'année 2000.
| Mois | janv. | fév. | Mars | Avril | Mai | Juin | Juillet | Août | sept. | oct. | nov. | déc. |
| Rang | 86    | 71   | 75   | 85    | 78  | 75   | 76      | 77   | 80    | 80   | 82   | 82   |

### Classement de la CAF
Le tableau ci-dessous présente les coefficients mensuels de l'équipe d'Algérie dans la CAF publiés par la FIFA durant l'année 2000.
| Mois | janv. | fév. | Mars | Avril | Mai | Juin | Juillet | Août | sept. | oct. | nov. | déc. |
| Rang | 18    | 13   | 13   | 18    | 14  | 13   | 13      | 15   | 15    | 16   | 15   | 16   |

## Les matchs
| Date             | Stade, Ville, Pays                                       | Adversaire     | Score | Comp | Buteurs algériens                                 |
| 20 janvier 2000  | Stade de l’Amitié Général Mathieu Kérékou Cotonou, Bénin | Burkina Faso   | 1 - 0 | A    |                                                   |
| 24 janvier 2000  | Kumasi Stadium Kumasi, Ghana                             | RD Congo       | 0 - 0 | CAN  |                                                   |
| 29 janvier 2000  | Kumasi Stadium Kumasi, Ghana                             | Gabon          | 3 - 1 | CAN  | Ghazi 12e, Tasfaout 41e, Dziri 90e                |
| 2 février 2000   | Kumasi Stadium Kumasi, Ghana                             | Afrique du Sud | 1 - 1 | CAN  | Moussouni 52e                                     |
| 6 février 2000   | Accra Sports Stadium Accra, Ghana                        | Cameroun       | 2 - 1 | CAN  | Tasfaout 79e                                      |
| 9 avril 2000     | Stade Municipal Aderito Sena Mindelo, Cap Vert           | Cap-Vert       | 0 - 0 | QCM  |                                                   |
| 21 avril 2000    | Stade du 19-Mai-1956 Annaba, Algérie                     | Cap-Vert       | 2 - 0 | QCM  | Bourahli 7e, Saïfi 12e                            |
| 26 mai 2000      | Stade 5 Juillet 1962 Alger,Algérie                       | Burkina Faso   | 2 - 0 | A    |                                                   |
| 3 juin 2000      | Stade du 19-Mai-1956 Annaba, Algérie                     | Guinée         | 4 - 0 | A    | Saïfi 51e 60e, Boukessassa 69e, Madoui 90e (pen.) |
| 16 juin 2000     | Stade du 19-Mai-1956 Annaba, Algérie                     | Sénégal        | 1 - 1 | QCM  | Saïfi 27e (pen.)                                  |
| 28 juin 2000     | Stade Chedly-Zouiten Tunis, Tunisie                      | Tunisie        | 2 - 2 | A    | Abaci 23e, Meçabih 44e                            |
| 9 juillet 2000   | Stade Hassan-II Fès, Maroc                               | Maroc          | 2 - 1 | QCM  | Meçabih 35e                                       |
| 3 septembre 2000 | Stade du 5 juillet 1962 Alger, Algérie                   | Burkina Faso   | 1 - 1 | QCAN | Tasfaout 62e                                      |
| 7 octobre 2000   | Estádio Cidadela Luanda, Angola                          | Angola         | 2 - 2 | QCAN | Tasfaout 10e 26e                                  |
| 14 novembre 2000 | Stade du 5 juillet 1962 Alger, Algérie                   | Bulgarie       | 1 - 2 | A    | Madoui 50e                                        |
| 5 décembre 2000  | Stade du 5 juillet 1962 Alger, Algérie                   | Roumanie       | 3 - 2 | A    | Dziri 21e, Meftah 30e, Djabelkhir 37e             |
| 8 décembre 2000  | Stade du 19-Mai-1956 Annaba, Algérie                     | Roumanie       | 2 - 3 | A    | Djabelkhir 19e, Kherkhache 66e                    |

## Coupe d'Afrique des nations de football 2000
La Coupe d'Afrique des nations de football 2000 démarre le 22 janvier 2000 au Ghana et Nigeria.

### 1ertour

#### Groupe B
| 24 janvier 2000 | RD Congo | 0 – 0 | Algérie | Kumasi Sports Stadium, Kumasi                 |                                               |
| 19:45           |          |       |         | Spectateurs : 7 000 Arbitrage : Manuel Duarte | Spectateurs : 7 000 Arbitrage : Manuel Duarte |
| 19:45           | Rapport  |       |         | Spectateurs : 7 000 Arbitrage : Manuel Duarte | Spectateurs : 7 000 Arbitrage : Manuel Duarte |

| 29 janvier 2000 | Algérie                              | 3 – 1 | Gabon          | Kumasi Sports Stadium, Kumasi                    |                                                  |
| 19:45           | Ghazi 12e · Tasfaout 41e · Dziri 89e |       | 89e Mbanangoyé | Spectateurs : 5 000 Arbitrage : Isaak Abdulkadir | Spectateurs : 5 000 Arbitrage : Isaak Abdulkadir |
| 19:45           | Rapport                              |       |                | Spectateurs : 5 000 Arbitrage : Isaak Abdulkadir | Spectateurs : 5 000 Arbitrage : Isaak Abdulkadir |

| 2 février 2000 | Afrique du Sud | 1 – 1 | Algérie       | Kumasi Sports Stadium, Kumasi                      |                                                    |
| 16:00          | Bartlett 2e    |       | 53e Moussouni | Spectateurs : 2 000 Arbitrage : Tessema Hailemalak | Spectateurs : 2 000 Arbitrage : Tessema Hailemalak |
| 16:00          | Rapport        |       |               | Spectateurs : 2 000 Arbitrage : Tessema Hailemalak | Spectateurs : 2 000 Arbitrage : Tessema Hailemalak |

| Place | Club           | Pts | J | V | N | D | Buts + | Buts - | Diff. |
| 1er   | Afrique du Sud | 7   | 3 | 2 | 1 | 0 | 5      | 2      | +3    |
| 2e    | Algérie        | 5   | 3 | 1 | 2 | 0 | 4      | 2      | +2    |
| 3e    | RD Congo       | 2   | 3 | 0 | 2 | 1 | 0      | 1      | -1    |
| 4e    | Gabon          | 1   | 3 | 0 | 1 | 2 | 2      | 6      | -4    |

### Quarts de finale
| 6 février 2000 | Cameroun           | 2 - 1 | Algérie      | Accra Sports Stadium, Accra                   |                                               |
| 16:00          | Eto'o 7e · Foé 24e |       | 79e Tasfaout | Spectateurs : 15 000 Arbitrage : Falla N'Doye | Spectateurs : 15 000 Arbitrage : Falla N'Doye |
| 16:00          | Rapport            |       |              | Spectateurs : 15 000 Arbitrage : Falla N'Doye | Spectateurs : 15 000 Arbitrage : Falla N'Doye |

Légende: A : Match amical  / CAN : Coupe d'Afrique des nations de football 2000 / QCAN : Qualifications à la Coupe d'Afrique des nations de football 2002 / QCM :  Tours préliminaires à la Coupe du monde de football 2002

### Bilan
| Rang | Équipe  | Pts | J  | G | N | P | Bp | Bc | Diff |
| ---- | ------- | --- | -- | - | - | - | -- | -- | ---- |
| #    | Algérie | 19  | 16 | 4 | 7 | 5 | 24 | 19 | +5   |

## Tours préliminaires de la Coupe du monde 2002
| Entraîneur :   |
| Óscar Duarte \ |

| Entraîneur :   |
| Nasser Sandjak |

| Entraîneur :   |
| Óscar Duarte \ |

| Entraîneur :   |
| Nasser Sandjak |

| Entraîneur :     |
| Nasser Sandjak \ |

| Entraîneur : |
| Óscar Duarte |

| Entraîneur :     |
| Nasser Sandjak \ |

| Entraîneur : |
| Óscar Duarte |

| Entraîneur :      |
| Abdel Djaadaoui \ |

| Entraîneur :     |
| Peter Schnittger |

| Entraîneur :      |
| Abdel Djaadaoui \ |

| Entraîneur :     |
| Peter Schnittger |

| Entraîneur :        |
| Henryk Kasperczak \ |

| Entraîneur :    |
| Abdel Djaadaoui |

| Entraîneur :        |
| Henryk Kasperczak \ |

| Entraîneur :    |
| Abdel Djaadaoui |

## Match disputé
| Entraîneur :      |
| Abdel Djaadaoui \ |

| Entraîneur :     |
| Stoycho Mladenov |

| Entraîneur :      |
| Abdel Djaadaoui \ |

| Entraîneur :     |
| Stoycho Mladenov |

| Entraîneur :      |
| Abdel Djaadaoui \ |

| Entraîneur :  |
| László Bölöni |

| Entraîneur :      |
| Abdel Djaadaoui \ |

| Entraîneur :  |
| László Bölöni |

| Entraîneur :    |
| Abdel Djaadaoui |

| Entraîneur :  |
| László Bölöni |

| Entraîneur :    |
| Abdel Djaadaoui |

| Entraîneur :  |
| László Bölöni |

## Effectif
| N° | Pos | Nom                   | Date de naissance | Sélections | Buts | Club              |
| -- | --- | --------------------- | ----------------- | ---------- | ---- | ----------------- |
| 16 | GB  | Omar Hamened          | 7 février 1969    | 0          | 0    | MC Alger          |
| 1  | GB  | Abdesslam Benabdellah | 12 janvier 1964   | 12         | 0    | MC Oran           |
| 22 | GB  | Lyamine Bougherara    | 1er décembre 1971 | 15         | 0    | JS Kabylie        |
|    |     |                       |                   |            |      |                   |
| 2  | DF  | Maamar Mamouni        | 28 février 1976   | 28         | 0    | Le Havre AC       |
| 3  | DF  | Abdelazziz Benhamlat  | 22 mars 1974      | 67         | 4    | JS Kabylie        |
| 4  | DF  | Rezki Amrouche        | 10 novembre 1970  | 0          | 0    | Club africain     |
| 6  | ML  | Yacine Amaouche       | 26 juin 1979      | 0          | 0    | JSM Béjaïa        |
| 13 | DF  | Moulay Haddou         | 14 juin 1975      | 22         | 0    | MC Oran           |
| 20 | DF  | Mahieddine Meftah     | 25 septembre 1968 | 13         | 0    | USM Alger         |
| 12 | DF  | Yacine Slatni         | 3 novembre 1973   | 4          | 0    | MC Alger          |
| 5  | DF  | Mounir Zeghdoud       | 18 novembre 1970  | 34         | 7    | USM Alger         |
|    |     |                       |                   |            |      |                   |
| 7  | ML  | Nasredine Kraouche    | 27 août 1979      | 42         | 8    | FC Metz           |
| 8  | ML  | Billel Dziri          | 21 janvier 1972   | 23         | 2    | CS Sedan          |
| 14 | ML  | Fayçal Badji          | 15 février 1973   |            |      | CR Belouizdad     |
| 18 | ML  | Moussa Saïb           | 6 mars 1969       | 89         | 19   | Al-Nasr           |
| 17 | ML  | Brahim Mezouar        | 18 février 1973   | 54         | 23   | CR Belouizdad     |
| 10 | ML  | Abdelhafid Tasfaout   | 11 février 1969   | 0          | 0    | En Avant Guingamp |
|    |     |                       |                   |            |      |                   |
| 9  | AT  | Farid Ghazi           | 16 mars 1974      | 0          | 0    | ESTAC Troyes      |
| 15 | AT  | Rafik Saïfi           | 7 février 1975    | 0          | 0    | ESTAC Troyes      |
| 11 | AT  | Fawzi Moussouni       | 8 avril 1972      | 0          | 0    | JS Kabylie        |
| 19 | AT  | Ali Meçabih           | 2 juillet 1972    | 0          | 0    | MC Oran           |
| 21 | AT  | Hamid Merakchi        | 28 janvier 1976   | 0          | 0    | Gençlerbirliği SK |